# Alexander Weigand
Alexander Weigand (* 17. Jänner 2005 in Innsbruck) ist ein österreichischer Fußballspieler.

## Karriere
Weigand begann seine Karriere beim SK Wilten. Im September 2015 wechselte er in die Jugend des Innsbrucker AC. Zur Saison 2019/20 kam er in die AKA Tirol. Zur Saison 2021/22 wechselte Weigand nach Deutschland zu den B-Junioren des Karlsruher SC. Zur Saison 2022/23 rückte er in die A-Junioren auf, für die er aber nur viermal zum Einsatz kam.
Zur Saison 2023/24 kehrte Weigand nach Österreich zurück, wo er sich dem Zweitligisten SV Horn anschloss. In Horn spielte er zunächst aber primär für die Amateure der Niederösterreicher. Sein Debüt in der 2. Liga gab er dann im April 2024, als er am 25. Spieltag jener Saison gegen die Kapfenberger SV in der 89. Minute für Amir Abdijanovic eingewechselt wurde. Dies blieb sein einziger Zweitligaeinsatz für Horn, im Februar 2025 verließ er den Verein.